# Liljeborgia hwanghaensis
Liljeborgia hwanghaensis is een vlokreeftensoort uit de familie van de Liljeborgiidae. De wetenschappelijke naam van de soort is voor het eerst geldig gepubliceerd in 1990 door Kim & Kim.